# Желябужский, Никита Михайлович
Ники́та Миха́йлович Желябужский (1701 — 7 августа 1772) — действительный  тайный советник, герольдмейстер в бригадирском ранге, Президент Юстиц-коллегии, сенатор.

## Биография
Родился в 1701 году. Представитель дворянского рода Желябужских.

## Военная служба
В 1715 году был определён в Школу математических и навигацких наук. В 1718 году, после окончания школы произведён в гардемарины корабельного флота.
В 1721 году был произведён в подпоручики, в 1724 году в первой ранг, в корабельные секретари, в 1726 году в чин поручика.

## Гражданская служба
С 1732 года находился на гражданской службе, по штату был произведён в ранг сухопутного майора.
В 1738 году морского флота лейтенант Желябужский Н. М. состоял членом Доимочной комиссии при Сенате.
В 1739 году — прокурор в ранге полковника в Адмиралтейств-коллегии.
С 1740 по 1753 годы был герольдмейстером в «бригадирском ранге» с 1741 года.
С 29 марта 1753 года был Президентом Юстиц-Коллегии, жалованье получал по рангу генерал-майора. В 1755—1762 годах глава Штатс-контор-коллегии.
16 августа 1760 года — уволен за болезни.
С 1764 года состоял сенатором 6-го департамента Сената.
В 1766 году произведён в ранг действительного тайного советника.
В 1767 году был избран депутатом Уложенной комиссии от дворян Можайского уезда.
С 1768 года в отставке, уволен «по старости».
Владел имениями — село Ивановское (Московская губерния, Московский уезд), село Покровское (Орловская губерния, Кромской уезд).
Никита Михайлович Желябужский скончался 7 августа 1772 года.

## Семья
- Отец — Желябужский Михаил Васильевич 1-й (?-11 февраля 1724) — стольник, полковник, ландрат Рижской губернии, обер-фискал, судья Московского надворного суда.
- Супруга — Желябужская (Нарышкина) Прасковья Алексеевна.
- Сын — Желябужский Иван Никитич служил в Кадетском корпусе, по болезни уволен в чине подпоручика.